# Lamprocryptus pulcher
Lamprocryptus pulcher är en stekelart som beskrevs av Otto Schmiedeknecht 1908. Lamprocryptus pulcher ingår i släktet Lamprocryptus och familjen brokparasitsteklar. Inga underarter finns listade i Catalogue of Life.